# Elmschenhagen
Elmschenhagen is een plaats in de Duitse gemeente Kiel, deelstaat Sleeswijk-Holstein, en telt 17.411 inwoners (2004).